# Parrocchie della diocesi di Altamura-Gravina-Acquaviva delle Fonti
Le parrocchie della diocesi di Altamura-Gravina-Acquaviva delle Fonti sono 40 e sono distribuite in comuni e frazioni appartenenti alla città metropolitana di Bari e alla provincia di Barletta-Andria-Trani.

## Comune di Altamura
- Santa Maria Assunta (cattedrale)
- San Nicola dei Greci
- Santa Maria della Consolazione
- San Sepolcro
- Sacro Cuore di Gesù Altamura.
- Parrocchia Sacro Cuore Altamura, la parrocchia è esistente sin dagli anni '50. Nel 1960 viene fatta la posa della prima pietra, per l'erezione della nuova parrocchia. Al suo tempo il parroco vi era Don Sergio Abbrescia (che ha lasciato per motivi personali) seguito da Mons. Nicola Loiudice, che ha portato avanti i lavori fino al '71. È stato parroco dal 1968 al 1984. Il 2 ottobre 1971 la parrocchia viene consacrata al "Sacro Cuore di Gesù". Attualmente è la parrocchia più grande di Altamura. È una delle più belle parrocchie con molte persone e attività. Finora si sono susseguiti 7 parroci (Don Sergio Abbrescia, Monsm Nicola Loiudice, S.E. Mons. Mimmo Cornacchia,Mons. Venturo Lorusso, Don Sante Ferrulli, Don Giovanni Giove e tutt'oggi Mons. Vito Colonna ex vicario episcopale) e 8 vicari, dal 1973, la parrocchia ospita le suore del divino amore. Vi è presente l'associazione Maschile, Femminile,Meg,ACR,Giovani e Giovanissimi e gr. Famiglia.
- Chiesa di San Michele al Corso
- Santa Teresa
- San Michele arcangelo
- Sant'Agostino
- Santissima Trinità nella Chiesa della Trasfigurazione
- Santa Maria del Carmine
- San Sabino
- Sant'Anna
- San Giovanni Bosco
- Chiesa del Santissimo Rosario di Pompei
- Santissimo Redentore

## Comune di Gravina in Puglia
- Santa Maria Assunta (concattedrale)
- San Giovanni Battista in Sant'Agostino
- San Giovanni Evangelista
- San Francesco d'Assisi
- Santi Nicola e Cecilia
- San Domenico
- Gesù buon pastore
- Santissimo Crocifisso
- Madonna delle Grazie
- Spirito Santo
- Mater Ecclesiae
- Santi Pietro e Paolo
- Santissimo Nome di Gesù (Località Dolcecanto)

## Comune di Acquaviva delle Fonti
- Sant'Eustachio Martire (concattedrale)
- Sant'Agostino
- Santa Lucia Vergine e Martire
- Sacro Cuore di Gesù
- San Domenico
- San Francesco d'Assisi
- Santa Maria Maggiore

## Comune di Santeramo in Colle
- Sant'Erasmo
- Sacro Cuore
- Santissimo Crocifisso

## Comune di Spinazzola
- San Pietro apostolo
- Maria Santissima Annunziata

## Comune di Poggiorsini
- Maria Santissima Addolorata